# 東京ディズニーシー・ガイド
東京ディズニーシー・ガイド（とうきょうディズニーシー・ガイド、Tokyo DisneySea Guide）とは、2006年9月3日まで東京ディズニーシー内で無料で配布されていたガイドブックのことである。各ゲートに設置されており、誰でも手に入れることができた。
ガイドブックは定期的に新しくなり、基本的にはイベントごとや月ごとに新しいガイドブックに変わる。ガイドブックの表紙にはそのガイドブックの使用期間が記されている。
2006年9月3日をもってこのガイドブックの配布は終了し、その翌日である9月4日から東京ディズニーシーのマップとアトラクションやショップなどの施設が記載されている「東京ディズニーシー・ガイドマップ」と、エンターテイメントやおすすめ商品・メニューが記載されている「東京ディズニーシー・トゥデイ」の2つに分かれた。

## 内容
東京ディズニーシーの施設の案内やスペシャルイベント情報、パークの案内などが載っている。
細かい内容は毎ガイドブックごとに異なるが、基本的には以下の通り。
- 表紙
スペシャルイベント開催時のガイドブックは、スペシャルイベントの風景とその衣装を着たディズニーキャラクターが表紙に載る。表紙の上部にある「Tokyo DisneySea Guide」というロゴの背景はイベントごとにデザインが変わることがある。また、2003年のガイドブックから表紙のどこかに隠れミッキーがいる。隠れミッキーはまわりの風景に同化していたり分かりづらい場所にあったりするので見つけるのは難しい。
- 見開き
スペシャルイベントの大まかな概要と目次のほか、ディズニー・ファストパスやシングルライダー、アトラクション休止情報などが載っている。
- パークガイド（1～8ページ）
ガイドブックの1～8ページまでは東京ディズニーシーのサービス施設の案内や、各テーマポートのアトラクション、レストラン、ショップの大まかな紹介がされている。
- ゲストサービス（9～10ページ）
東京ディズニーシー内にあるサービス施設やそのサービス内容についての詳細が書かれている。
- エンターテイメントスケジュール&マップ（11～12ページ）
東京ディズニーシーで実施されるエンターテイメントのスケジュールが載っている。記載されているスケジュールはガイドブックの使用期間のみのスケジュール。
- 今月のパークお楽しみ特集（13～14ページ）
東京ディズニーシーで開催されているスペシャルイベントの詳細が記載されたページ。スペシャルイベントのイメージ写真やスペシャルグッズの代表的なものの紹介、スペシャルイベントの開始時刻などが記載している。
- ショッピング・インフォメーション（15～18ページ）
東京ディズニーシーで開催されているスペシャルイベントのグッズやその時に実施されているキャンペーン、スーベニアメダル、お助け商品（表面的には取り扱っていないがキャストに申し出ると出してくれる商品のこと。電池やストッキングなどがある。）などの紹介。
- レストラン・インフォメーション（19～22ページ）
スペシャルイベントのスペシャルメニューやレストランのメニューの一部の紹介など。また、ポップコーンワゴンのマップとどのワゴンでどんなバケットでどんな味を売っているかなどのポップコーンガイドもこのページに記載している。
- 東京ディズニーリゾート・インフォメーション（23～26ページ）
東京ディズニーランドで開催されているスペシャルイベントや東京ディズニーシーのニュース、両パークで今後開催されるスペシャルイベントの概要などが紹介されているほか、東京ディズニーリゾート・バケーションパッケージや年間パスポート、マルチデーパスポートなどの紹介、東京ディズニーランドや東京ディズニーシーの開閉園時間などが分かるカレンダーなどが記載されている。また、裏表紙が広告やキャンペーンの紹介だった場合、東京ディズニーリゾートの問い合わせ先の一覧もこのページで紹介される。最後のページには「東京ディズニーシーからのお願い」として様々な諸注意が記されている。

また、裏表紙は通常は東京ディズニーリゾートのロゴと、東京ディズニーリゾートの問い合わせ一覧が記されているが、たまに東京ディズニーシーオフィシャルスポンサーの広告や東京ディズニーシーで実施されているキャンペーンの広告などになるときがある。
東京ディズニーシーでキャンペーンが行われる際や、直前に変更され、ガイドブックに記載できなかった情報などがあった場合はガイドブックにキャンペーン内容や変更事項が記された一枚の紙を挟むようになっている。最近ではハーバーサイド・クリスマスでの抽選する回の変更時やレイジングスピリッツの身長制限の変更時などに紙が挟まれた。